# Аннополь (Грубешівський повіт)
Аннополь (пол. Annopol) — село в Польщі, у гміні Грубешів Грубешівського повіту Люблінського воєводства.
Населення — 101 особа (2011).

## Історія
Під час проведення операції «Вісла» в період 21-25.06.1947 року з Аннополя було вивезено на «землі відзискані» (Вармінсько-Мазурське воєводство, Західнопоморське воєводство) 4 людей української національності.
У 1975—1998 роках село належало до Замойського воєводства.

## Демографія
Демографічна структура станом на 31 березня 2011 року:
|          | Загалом | Допрацездатний вік | Працездатний вік | Постпрацездатний вік |
| -------- | ------- | ------------------ | ---------------- | -------------------- |
| Чоловіки | 48      | 10                 | 28               | 10                   |
| Жінки    | 53      | 10                 | 23               | 20                   |
| Разом    | 101     | 20                 | 51               | 30                   |